# Roger Gaúcho
Roger Gaúcho (født 30. marts 1986) er en brasiliansk fodboldspiller.